# Giovanni Passannante

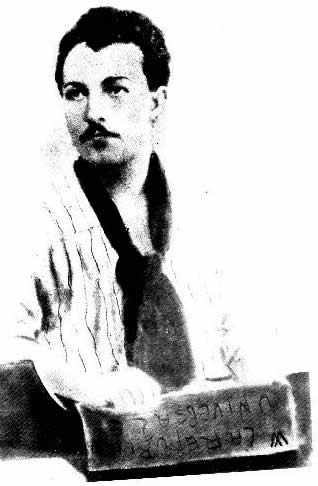
Giovanni Passannante

Giovanni Passannante (19 de febrero de 1849-14 de febrero de 1910) fue un anarquista italiano que trató de asesinar al rey de Italia Humberto I de Saboya.

## Biografía
Nacido en Salvia di Lucania, que hoy se conoce como Savoia di Lucania (provincia de Potenza), en una familia pobre de diez hijos, Passannante comenzó a trabajar como doméstico y como lavaplatos. Se trasladó a Salerno, donde trabajó como criado de una familia rica. En mayo de 1870, fue arrestado bajo el cargo de conspiración contra la monarquía, mientras estaba poniendo carteles revolucionarios en favor de Giuseppe Mazzini y Giuseppe Garibaldi.

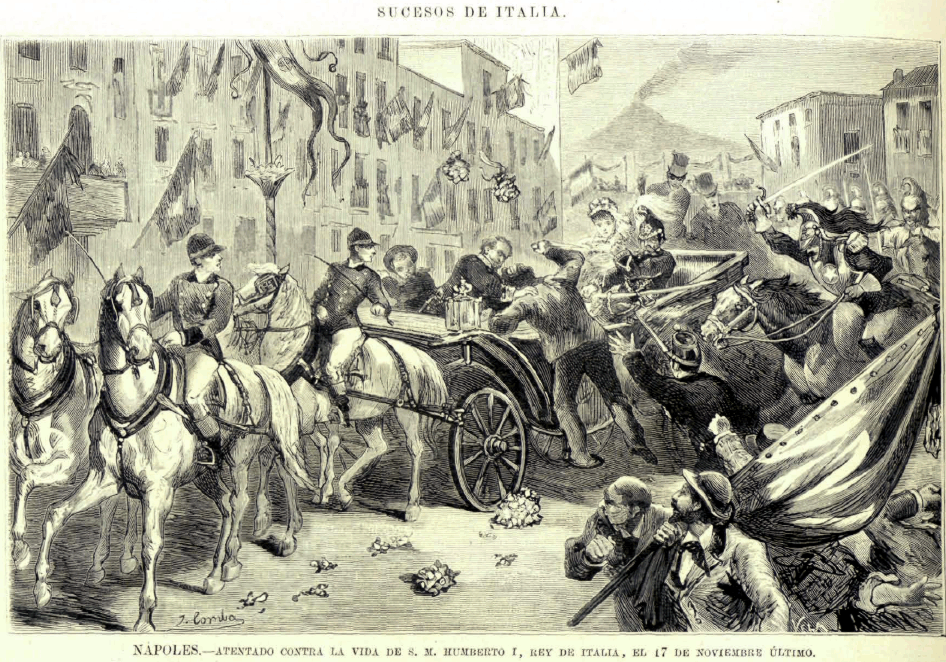
Atentando de Passannante contra el rey de Italia Humberto I.

Liberado de la prisión y supervisado por la prefectura de Salerno, Passannante regresó a Salvia por un período corto y regresó a Salerno, trabajando como cocinero. En junio de 1878 se trasladó a Nápoles, donde vivió precariamente con trabajos ocasionales. Aquí, el 17 de noviembre de 1878, durante una visita real, el anarquista trató de matar al rey Humberto I con un cuchillo. El rey solo resultó herido levemente en un brazo en esta acción.
Detenido, fue condenado a muerte el 7 de marzo de 1879, pero la sentencia fue conmutada a trabajos forzados a perpetuidad por un Decreto regio del 29 de marzo de 1879. Después de muchos años de terrible cautiverio en absoluta soledad en la prisión de Portoferraio, en la isla de Elba, murió el 14 de febrero de 1910 en el frenopático judicial de Montelupo Fiorentino.